# Морін Сергій Михайлович
Сергій Михайлович Морін (1863 –  1941)  –  український зоолог, педагог.

## Біографія
С. М. Морін народився  20 вересня (2 жовтня) 1863 року в Одесі.
У 1886 році закінчив природниче відділення фізико-математичного факультету Новоросійського університету та викладав у середніх навчальних закладах Одеси.
З 1912 року був асистентом, старшим асистентом кафедри зоології, порівняльної анатомії та фізіології в Новоросійському університеті. З 1920 року працював в  Одеському хіміко-фармацевтичному інституті. Був дійсним членом науково-дослідної кафедри Одеського інституту народної освіти.
Від 1921 року викладав в   Одеському інституті народної освіти, а у 1930 – 1933 роках обіймав посаду  професора Одеського інституту соціального виховання.
З 1933 року працював в Одеському державному університеті, завідував кафедрою зоології безхребетних.
Пішов з життя  у 1941 році.

## Наукова діяльність
Досліджував розвиток ракоподібних і молюсків, вивчав систематику і фауністику безхребетних півдня України і Чорного моря, павукоподібних. Вивчав також дощових червів України.

#### Праці
- К истории развития речного рака/ С. М. Морин// Записки Новороссийского общества естествоиспытателей. – 1886. – Т. ХІ, вып. 1. – С. 1 – 22.

- К истории развития фаланид (пауков-сенокосцев) / С. М. Морин/  Журнал науково-дослідних кафедр в Одесі. – 1923. – Т. 1, № 1. – С. 20 - 25.

- Земляні черви України й чорноземля/ С. М. Морін// Праці Одеського державного університету. Біологія. – 1934. – Т. 1 – С. 3 - 10.